# Les Deux Fanfarons
Les Deux Fanfarons (Una botta di vita) est un film d'Enrico Oldoini réalisé en 1988.

## Synopsis
Mi-août ; laissés à faire la garde à la maison, deux vieux retraités décident de fuir la monotonie et d'aller avec une vieille Lancia vers la Côte d'Azur à Saint-Tropez pour s'offrir du bon temps en dépit de la famille. Un congé plein d'aventures galantes...

## Fiche technique
- Titre : Les Deux Fanfarons
- Titre original : Una botta di vita
- Réalisation : Enrico Oldoini
- Scénario : Liliana Betti, Agenore Incrocci, Enrico Oldoini et Alberto Sordi, d'après une histoire d'Aurelio Chiesa
- Année : 1988
- Pays :  Italie ;  France
- Durée : 106 minutes
- Genre : Comédie
- Tourné en italien et en Telecolor
- Dates de sortie :
  - Italie : 22 décembre 1988
  - France : 18 octobre 1989

## Distribution
- Alberto Sordi (VF : Roger Carel): Elvio Battistini
- Bernard Blier : Giuseppe Monardini
- Andréa Ferréol : Germaine
- Vittorio Caprioli : le cuisinier
- Charles Millot

## Autour du film
- Le film connaît une sortie discrète en France, où il n'est pas distribué à Paris, mais uniquement dans le Sud-est[1].
- Il s'agit du dernier film sorti du vivant avec Bernard Blier. En France, il est sorti en salles à titre posthume.